# Dany Nounkeu
Dany Achille Nounkeu Tchounkeu (ur. 11 kwietnia 1986 w Jaunde) – kameruński piłkarz występujący na pozycji obrońcy, zawodnik tureckiego klubu Akhisar Belediyespor.

## Kariera klubowa
Profesjonalną karierę Nounkeu rozpoczął we Francji, w klubie FC Metz, w którym występował jednak tylko w rezerwach. Po występach w mniej znanych zespołach, jak CSO Amnéville i Pau FC, w 2009 roku trafił do Toulouse FC. Rok później wyjechał do Turcji, najpierw przez dwa sezony reprezentował barwy zespołu Gaziantepspor, a przez kolejne półtora grał w Galatasaray SK. W styczniu 2014 roku został zawodnikiem Beşiktaş JK. Grał też w Granadzie, Evian Thonon Gaillard FC i Bursasporze. W 2016 roku przeszedł do klubu Kardemir Karabükspor. W 2018 trafił do klubu Akhisar Belediyespor.

## Kariera reprezentacyjna
W 2010 roku zadebiutował w reprezentacji Kamerunu.